# PDP-1

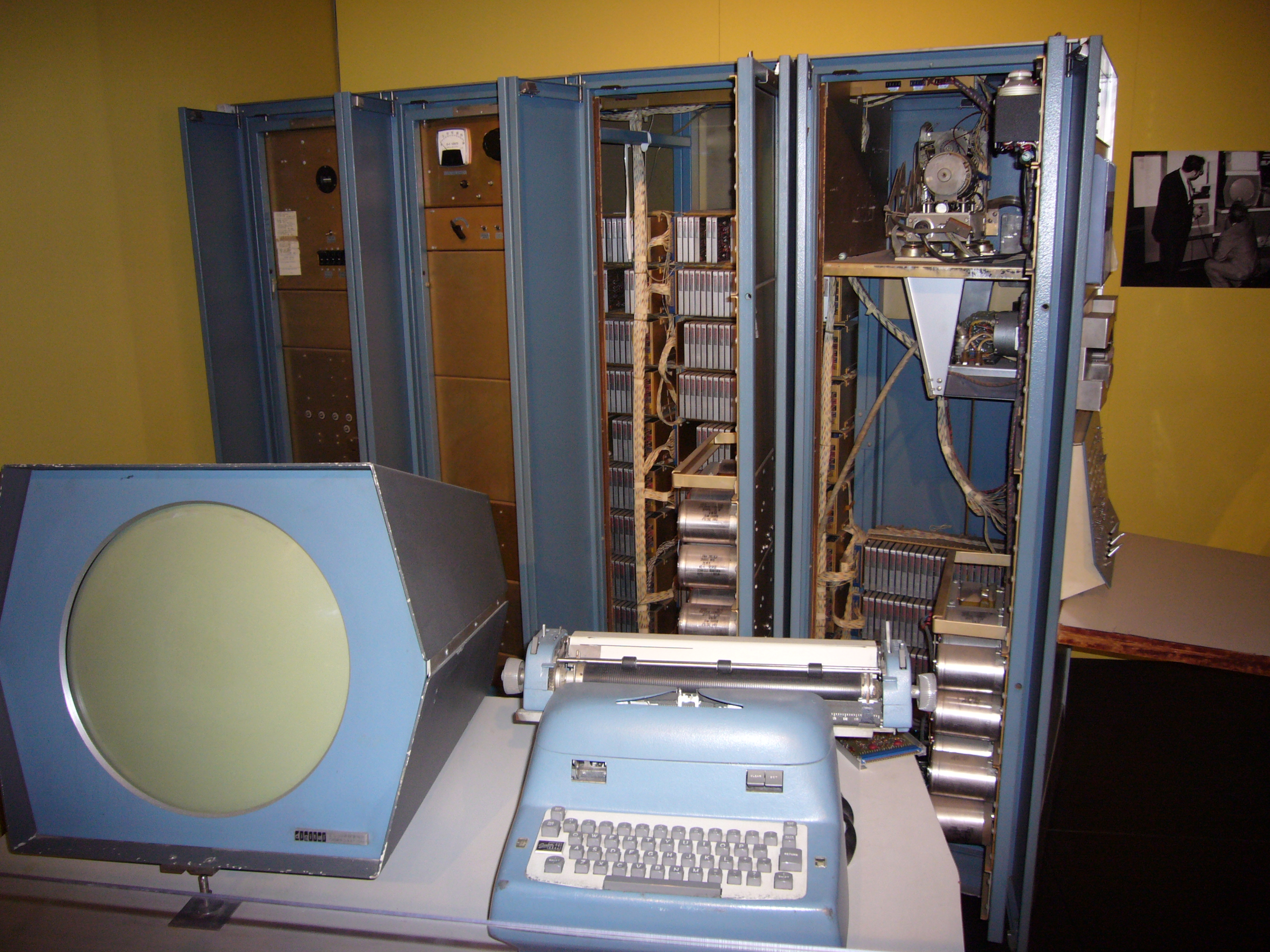
PDP-1

PDP-1 (Programmed Data Processor-1) — перший комп'ютер із серії PDP, вироблений Digital Equipment Corporation у 1960 році.

## Історія
PDP-1 був створений на основі ідей комп'ютера TX-0, створеного в Лабораторії Лінкольна у Массачусетському технологічному інституті. Команда розробників TX-0, TX-1 і TX-2 покинула проєкт і заснувала компанію Digital Equipment Corporation, а PDP-1 став першим продуктом компанії.
Всього було продано 50 примірників PDP-1. Серійний номер 1 був проданий компанії Bolt Beranek and Newman (BBN), а другий — безкоштовно подарований МТІ.

## Опис
PDP-1 мав 18-бітове машинне слово і 4 кілослова основної пам'яті (еквівалентно 9 КБ) з можливістю розширення до 64 кілослів (144 КБ). Цикл перемагнічування пам'яті на феритових елементах займав 5 мікросекунд (приблизно відповідає тактовій частоті 200 КГц); відповідно більшість арифметичних операцій займали 10 мікросекунд (100 000 операцій в секунду), тому що вони мали два звернення до пам'яті: одне для інструкції, інше для операндів.

## Периферійні пристрої

### Графічний дисплей
Дисплей Type 30 Precision CRT Display був точковим пристроєм відображення. Такий дисплей, як і векторний дисплей, забезпечує довільний доступ до точок зображення, але не має ні буферної пам'яті ні можливості малювання ліній. Точки екрану адресуються індивідуально і повинні висвітлюватися програмою і періодично оновлюватися. Через значний час післясвітіння люмінофору зображення на екрані не зникає у проміжку між оновленнями. Розмір плями висвітленої точки дисплея зазвичай перевищував відстань між сусідніми точками, тому сусідні точки мали тенденцію зливатися разом. Розміри плям також змінювалися під час інтенсивного зверненні до них, стаючи яскравішими ніж ті, до яких зверталися менш інтенсивно.
Дисплей дозволяв адресувати 1024×1024 пікселів на екрані і відображати до 20000 точок за секунду. Комп'ютер мав спеціальну інструкцію «Показати одну точку на ЕПТ», що використовувалася для створення зображень. Зображення було потрібно оновлювати багато разів на секунду. Електронно-променева трубка, спочатку розроблена для використання в радарі, мала діаметр 19 дюймів (48 см) і використовувала люмінофор типу Р7 з великим часом післясвітіння. Разом з дисплеєм Type 30 Precision CRT Display для вибору точок на дисплеї можна було використовувати світлове перо. Також були доступні додатковий генератор символів і апаратне забезпечення для генерування відрізків і кривих.

## Сучасний стан
Відомо про три збережені комп'ютери PDP-1, всі вони знаходяться в Музеї комп'ютерної історії.
Їх опис знаходиться на спеціальній вебсторінці музею [Архівовано 28 грудня 2019 у Wayback Machine.].
Емулятори SIMH і MAME підтримують емуляцію PDP-1, програмне забезпечення існує в архівах: bitsavers.org [Архівовано 29 червня 2011 у Wayback Machine.].